# Culture de la Colombie

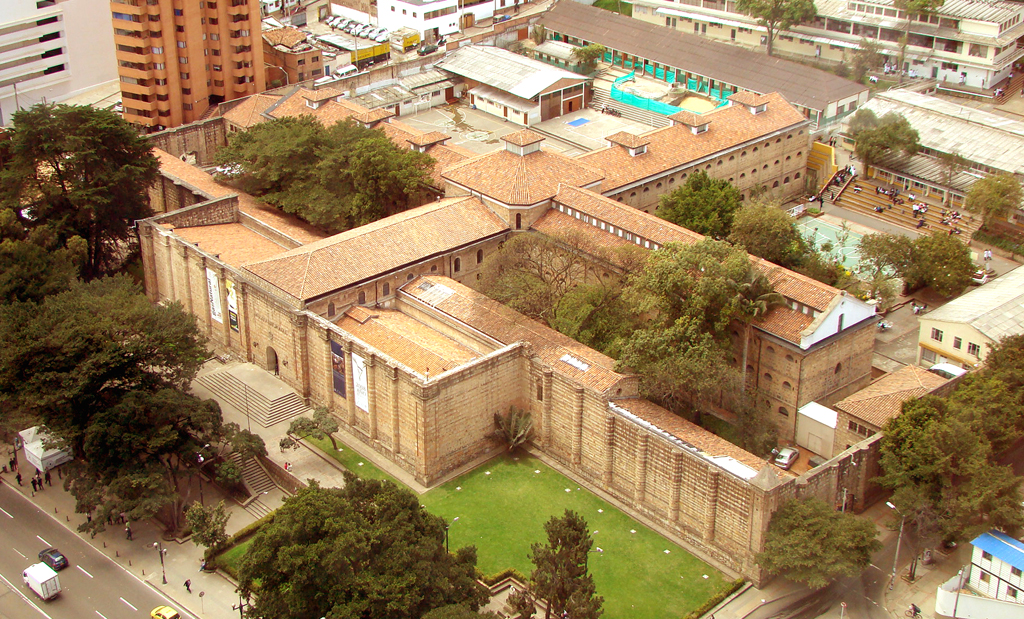
Vue aérienne du Musée national de Colombie à Bogota

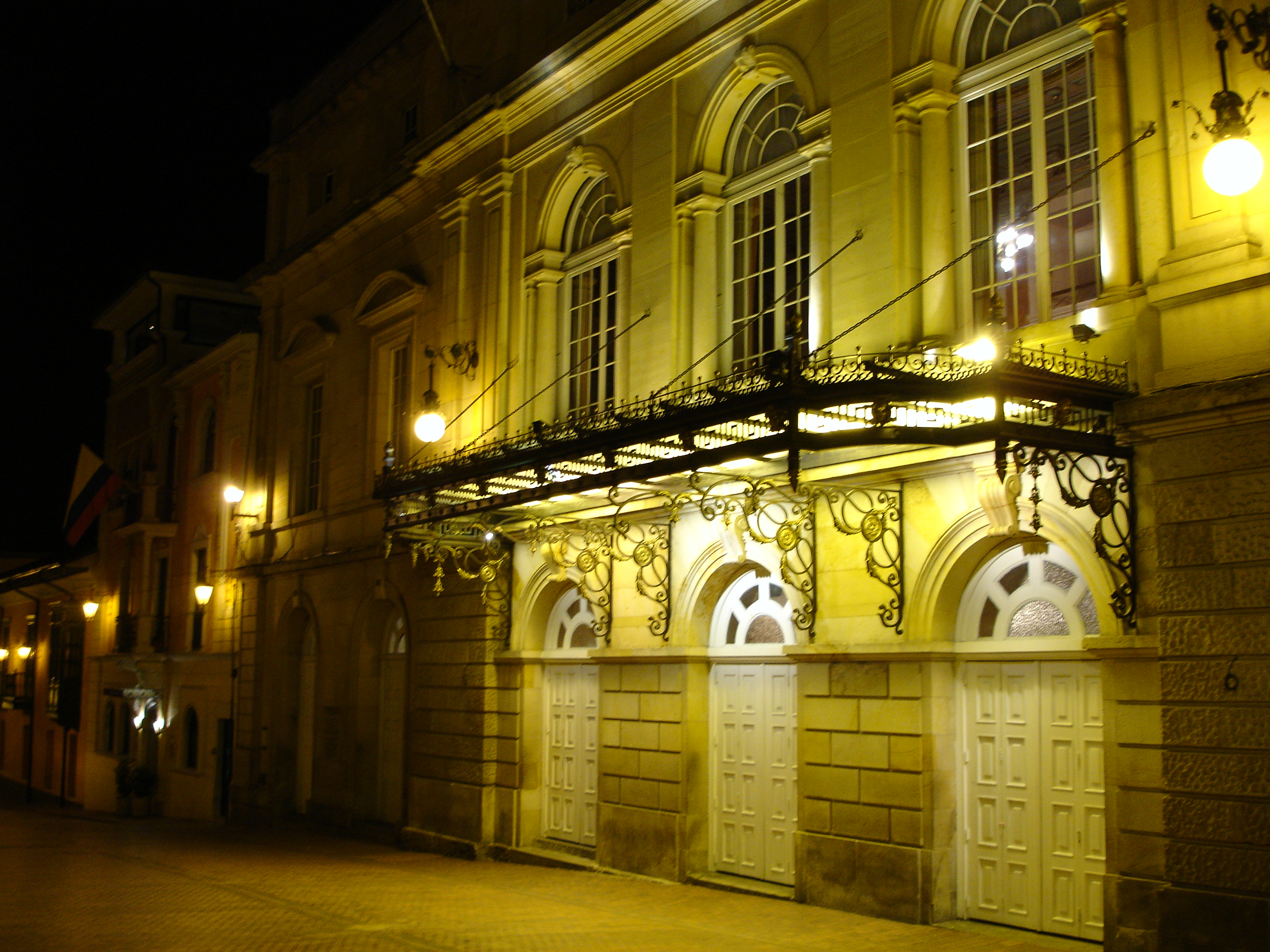
Théâtre Cristóbal Colón à Bogota

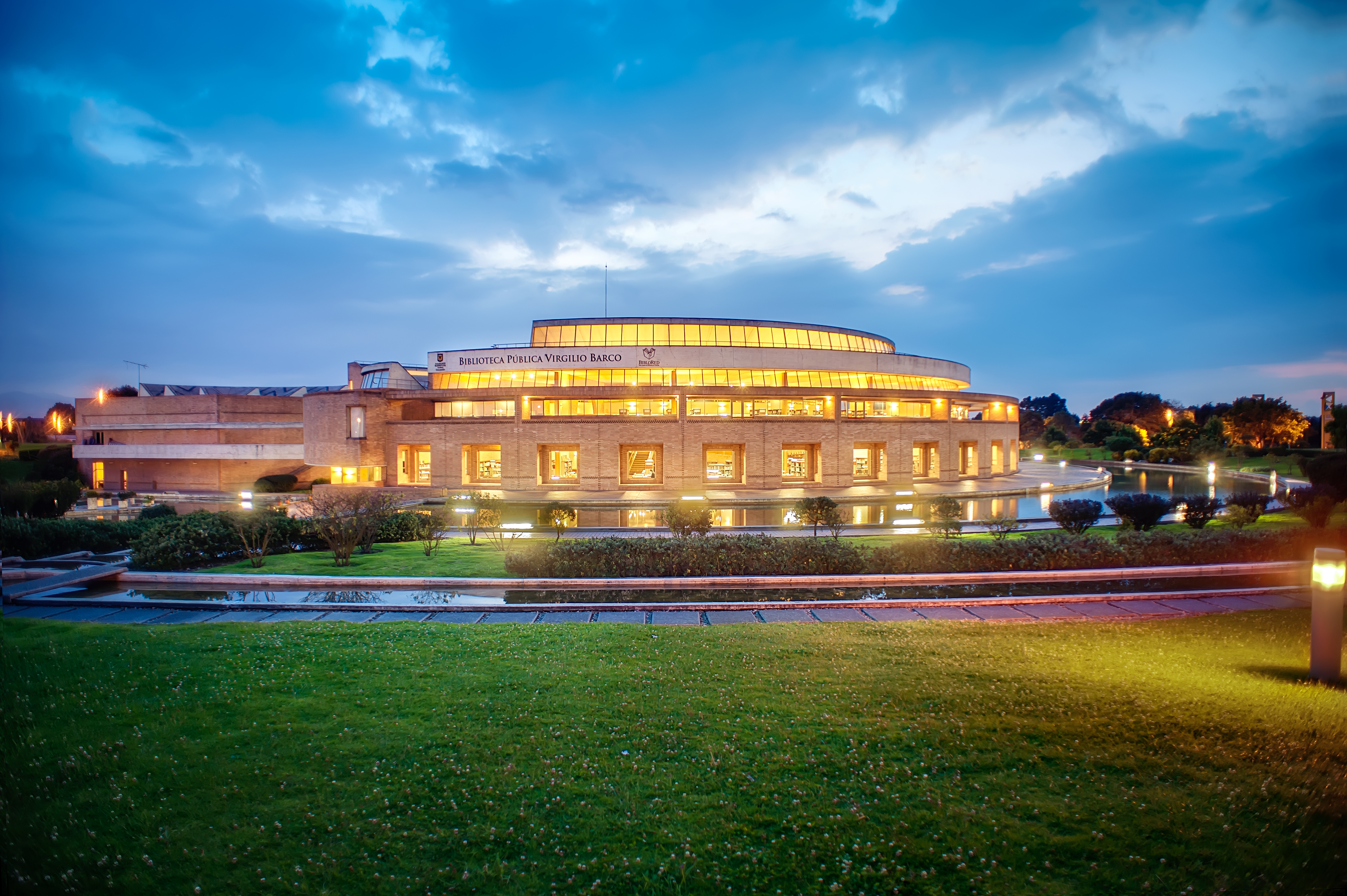
Bibliothèque Virgilio Barco à Bogota

La culture de la Colombie, pays d'Amérique du Sud, façades atlantique et pacifique, désigne d'abord les pratiques culturelles observables de ses habitants (49 000 000, estimation 2017, pour trois millions vers 1880 et dix millions vers 1945).
Cet article traite de divers aspects de la culture colombienne : la culture populaire, les traditions ancestrales, ainsi que les coutumes et les religions. Le cinéma colombien y tient une place particulièrement importante, la littérature est représentée par des écrivains mondialement reconnus comme Gabriel García Márquez, la peinture par des artistes devenus internationaux comme Fernando Botero. La tauromachie reste une part très vivace de la culture populaire colombienne, elle fait officiellement partie des traditions culturelles de la Colombie.

## Peuples de la Colombie

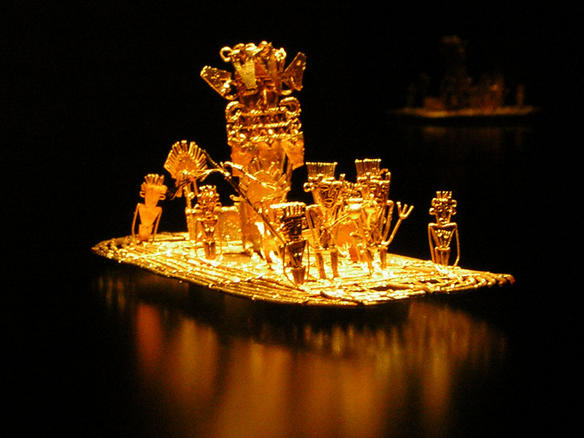
La "Balsa Muisca", pièce précolombienne d'orfèvrerie, allusion à la légende d'El Dorado (Musée de l'or de Colombie à Bogota)

- Langues en Colombie, Langues de Colombie
- Groupes ethniques en Colombie, Peuples indigènes de Colombie, Peuples indigènes d'Amérique du Sud

La population colombienne est très diversifiée. Elle comprend des descendants espagnols, africains (en particulier sur les côtes Caraïbe et Pacifique) et plusieurs types de métissages afro-hispano-indiens. Des Indiens de souche vivent dans le sud de la Colombie. La population compte 57 % de Métis, 20 % de Blancs, 14 % de Mulatos, 4 % de Noirs, 3 % de Zambos et 2 % d'Indiens.
Les autochtones entretiennent depuis fort longtemps des croyances face à la nature qui les entoure. Les Indiens Kogis s’occupent de garder le sommet de la plus haute chaîne côtière mondiale : la Sierra Nevada, située au nord-est de la Colombie. Selon eux, cette chaîne constitue un lieu magique car, se trouvant au centre de l’univers, elle est reliée grâce à des lignes noires invisibles à d’autres endroits sacrés en Colombie.
La Colombie transmet ses mythes et ses légendes par de nombreux festivals et carnavals. Parmi les plus connus, il y a le Carnaval de Barranquilla et le Festival des Fleurs de Medellín où plusieurs créatures magnifiques défilent dans les rues des villes et des villages. Beaucoup d’autres personnages mythiques captivent la population, que ce soit la Tunda qui représente une femme vampire ou encore le Moan, une créature des forêts et des rivières qui protège ces dernières. Selon la croyance, le Moan enlèverait les femmes et empêcherait toutes les tentatives de chasse et de pêche. Une autre légende très populaire conte l’histoire du chef d’une tribu sud-américaine qui, s’étant couvert de poudre d’or, aurait plongé dans l’eau pure du lac de Guatavita. Ce chef, selon le mythe de l'Eldorado, serait ainsi devenu le roi en or.
Environ quatre-vingts groupes différents d’autochtones peuplent la Colombie pour un total approximatif de 3 % de la population du pays. Ils contribuent à la diversité ethnique du pays. Cette population se trouve surtout à l’ouest du département du Cauca, au sud de la Colombie. La plus grande diversité ethnique est localisée dans la région de l’Amazonie, qui comprend les départements de Vaupés, Amazonas, Putumayo, Guainía, Caquetá et Guaviare. Les peuples indigènes parlent 64 langues et 300 formes de dialectes. Les droits territoriaux des peuples indigènes sont reconnus sur environ 24,5 % du territoire national. Ces peuples, parlant de nombreux dialectes et langues, représentent une grande richesse culturelle avec, en outre, l'apport de croyances particulières. Leur autonomie est cependant menacée car elle n’est pas prise en compte par une participation citoyenne dans les prises de décision, dans la reconnaissance en pratique, et non seulement sur papier, de la multiculturalité et par une garantie de maintenance des services publics. Les peuples indigènes sont menacés de disparition car beaucoup de mégaprojets (projets géants) d’infrastructures et d’exploitation des ressources se sont déployés sur les territoires des populations autochtones, notamment au cours des dernières décennies.

## Symboles nationaux
Les symboles nationaux de la Colombie sont des éléments représentatifs du pays, aussi bien à l'intérieur du pays qu'au niveau extérieur. Le drapeau, les armoiries et l'hymne sont actuellement réglementés par la loi 12 de 1984 qui définit les dispositions générales de ces symboles.
Les armoiries de la Colombie sont considérées comme étant le symbole de tous les symboles de la Colombie. Elles intègrent des symboles majeurs pour lesquels l'identité colombienne prévaut. Leur usage est codifié par le décret 1967 du 15 août 1991 de la Constitution de la Colombie de 1991. Les armoiries de la Colombie ne sont utilisées qu'au centre du drapeau du président de la Colombie, du drapeau de guerre de la Colombie et sur les documents officiels. Elles peuvent également être utilisées à des fins éducatives ou d'affichage dans les lignes directrices de respect pour le symbole.
Le drapeau de la Colombie, de forme rectangulaire, est composé de trois bandes horizontales - jaune, bleue et rouge - agencées l'une en dessous de l'autre. La composition chromatique du drapeau de la Colombie est basée sur celui créé en 1801 par le général vénézuélien Francisco de Miranda, précurseur de l'indépendance latino-américaine. Le 12 mars 1806, il déploie ainsi pour la première fois un drapeau composé des trois couleurs primaires à bord de son brigantin Leandro lors de l'invasion manquée du port de Coro. Le design du drapeau colombien est définitivement adopté le 26 novembre 1861.
Les couplets de l'hymne national illustrent des faits historiques et des réflexions philosophiques au sujet de l'indépendance de la Colombie et d'autres pays hispano-américains. En 1887, le directeur de théâtre José Domingo Torres contacta le maître italien Oreste Síndici pour lui commander une chanson sur la célébration de l'indépendance de Carthagène et lui demanda de mettre en musique le poème « Himno Patriótico » (« Hymne Patriotique ») écrit par le président de la République Rafael Núñez en l'honneur de cette ville. L'hymne, présenté pour la première fois au public le 11 novembre 1887 lors des festivités célébrant l'indépendance de Carthagène, devint très rapidement célèbre et des éditions en furent publiées dans tout le pays. Le représentant à la Chambre du département de Nariño, Sergio Burbano, présenta un projet de loi le 9 août 1920 sur l'adoption de l'hymne national. Le Congrès de la République officialisa ce chant par la loi numéro 33 du 28 octobre 1920, ratifiée par le président Marco Fidel Suárez.
Plusieurs autres symboles représentent également la Colombie. Ainsi, la fleur nationale est l'orchidée Cattleya trianae, l'arbre national le Palmier à cire du Quindío et l'animal national le Condor des Andes. D'autres symboles nationaux ont été définis. Ce sont les bus Chiva, le Sombrero Vueltiao, le Poporo Quimbaya et le Carriel (en).

## Population et coutumes

### Table colombienne

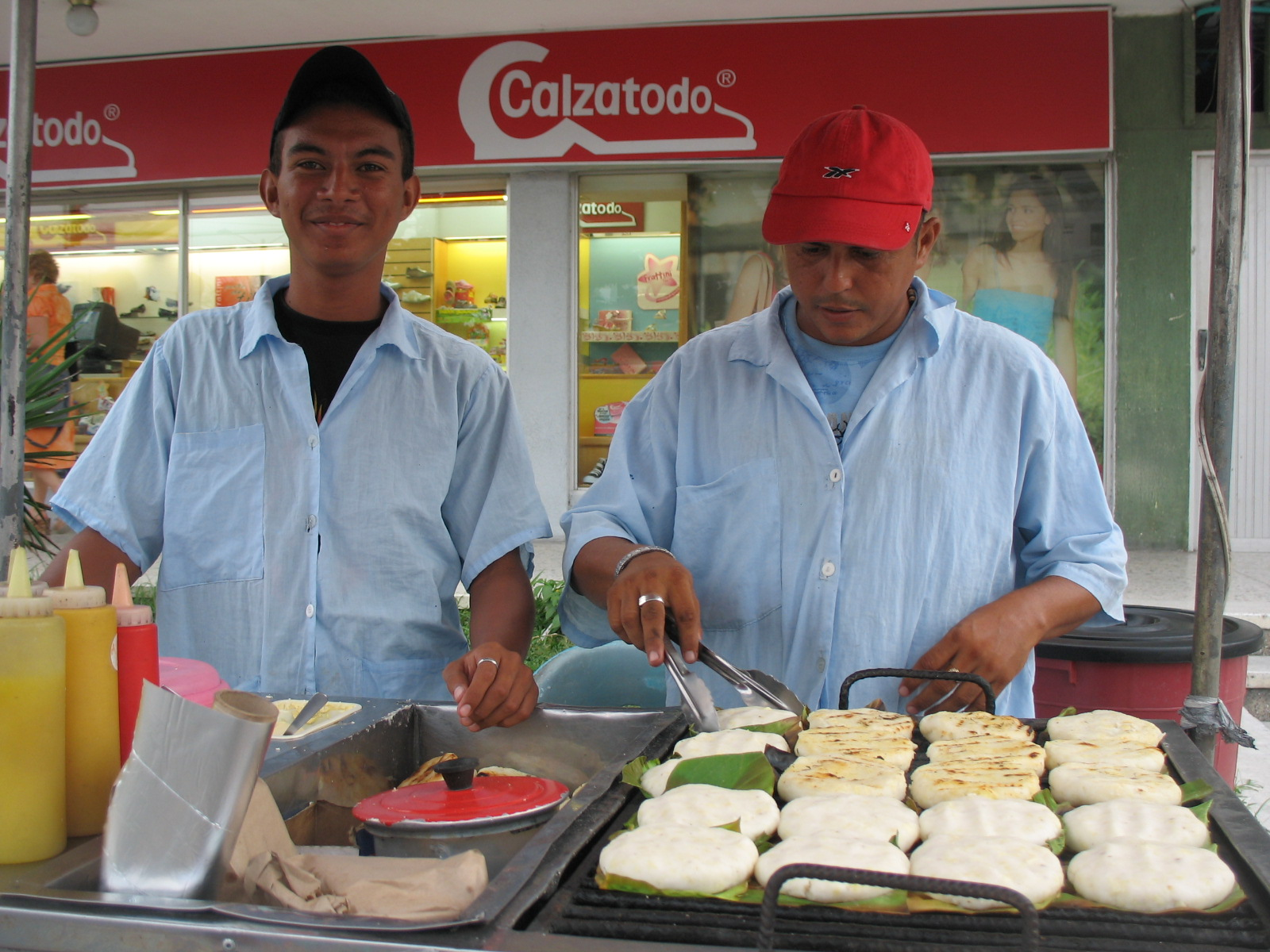
Vendeurs d'arepas à Barranquilla (Colombie)

La nourriture colombienne est principalement constituée de viandes, poissons, maïs, riz, haricots rouges, yuca et pommes de terre d'une grande variété. La base pour la nourriture est le maïs. Les « empanadas » et les « arepas » sont faites à partir de cette céréale et tiennent une place importante dans la gastronomie colombienne. Parmi les plats typiques qui sont beaucoup consommés, on trouve le « sancocho » dans la région des Caraïbes, l'ajiaco dans le centre du pays (toutes les deux étant des soupes épaisses faites de mélanges d’aliments), les arepas, les « tamales » (semoule de maïs et poulet cuit dans une feuille de palmier), les bananes plantains appelées « plátanos » et les patates que l’on sert frites ou cuisinées de différentes façons. Les Colombiens aiment mélanger les saveurs sucrées et salées.
Enfin, il existe une grande diversité de fruits et les boissons les plus courantes en Colombie, souvent aussi dans le reste de l'Amérique latine, sont les jus de fruits frais dilués avec de l'eau ou du lait. La "chicha et masato" (dérivé du maïs fermenté) est une boisson andine.

### Religion en Colombie

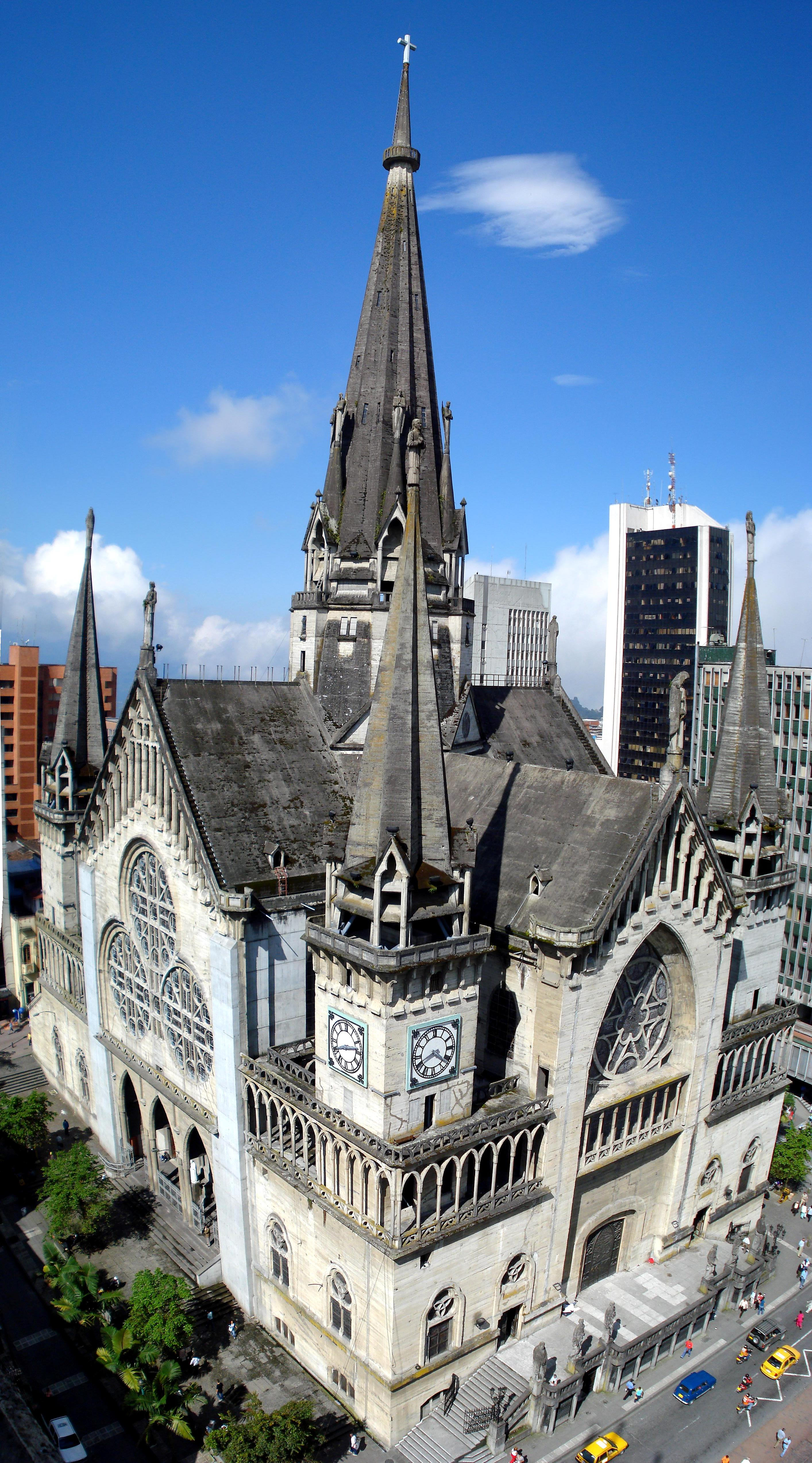
Cathédrale Notre-Dame-du-Rosaire à Manizales de culte catholique romain.

Le catholicisme est la religion qui domine en Colombie. En 2006, près de 95 % des Colombiens sont réputés catholiques. La religion occupe une place de choix dans la vie de ces derniers. Elle est par ailleurs prise en compte dans plusieurs domaines publics de leur vie, éducation ou vie sociale, ce qui peut expliquer partiellement que des individus ou des groupes se déclarent catholiques.
Les Colombiens sont globalement croyants et fervents pratiquants. Ils vont très souvent à l’église et célèbrent grandement les étapes de la vie des enfants, comme le baptême ou la première communion. Ils réduisent même leur participation à certaines activités sociales au profit de la religion (?). 
Aucune restriction ne concerne d’autres religions, même si peu de Colombiens les pratiquent. Seules les îles de San Andrés et de la Providence comptent une majorité de protestants. Il existe aussi des paroisses anglicanes et luthériennes, ainsi que des mennonites du "vieil ordre", non sans similitudes avec les Amish.
Malgré l’importance accordée à la religion, la ferveur populaire s'est s’atténuée depuis 2000, principalement dans les grands centres urbains. Dans les petites agglomérations, la religion occupe toujours une place importante dans la société. Les grandes fêtes religieuses et culturelles, comme Noël, restent au cœur des préoccupations. Les cérémonies religieuses (baptêmes, mariages, etc) attirent dans les églises. Cependant, les multiples sectes, récentes sur le territoire, représentent une concurrence de taille en la défaveur de l'Église catholique de la Colombie, réputée la plus conservatrice de l’Amérique du Sud.
La répartition à partir de 2010 serait : catholicisme (60-80 %), protestantismes (10-20 %), athéisme et agnosticisme (5-6 %), autres (5-6 %), avec divers syncrétismes.

## Santé
- Santé en Colombie (aperçu)
- Système de santé en Colombie (en)
- Keratomileusis (en), Jose Barraquer (en) (1916-1998)
- Liste des hôpitaux en Colombie (en)
- HIV/AIDS en Colombie (en)
- Eau potable et assainissement en Colombie

## Sport

### Activités physiques
- Baseball, Football
- Cyclisme, tennis de table, badminton, volley-ball, basket-ball, handball, boxe, judo, karaté, haltérophilie, musculation, athlétisme...

### Jeux populaires
- Téjo ou turmequé
- Tauromachie en Colombie

### Sports
- Sport en Colombie (introduction), Sport en Colombie, Sport en Colombie (rubriques)
- Sportifs colombiens, Sportives colombiennes
- Football, basket-ball, handball, baseball, volley-ball, rugby, cyclisme, athlétisme, tennis...
- Colombie aux Jeux olympiques
- Colombie aux Jeux paralympiques
- Colombie aux Deaflympics
- Colombie aux Jeux sud-américains
- Colombie aux Juegos Centroamericanos y del Caribe (es)
- Jeux panaméricains
- Colombie aux Jeux bolivariens, Jeux bolivariens
- Sport en Amérique du sud (en)
- Jeux mondiaux

### Arts martiaux
- Liste des arts martiaux et sports de combat
- Boxe, Karaté, Judo

## Media
- Média de Colombie (en)
- Communications en Colombie (en)
- Journalistes colombiens

### Presse écrite
- Liste de journaux colombiens

### Radio
- Radio en Colombie (en)

### Télévision
- Télévision en Colombie (en)
- Chaînes de télévision colombiennes (es)

### Internet (.co)
- Internet en Colombie (en)
- Presse en ligne : El Tiempo, El Espectador, Colombia Reports (en)
- Sites web colombiens
- Blogueurs colombiens[9]
- Blogueurs par nationalité

## Littérature

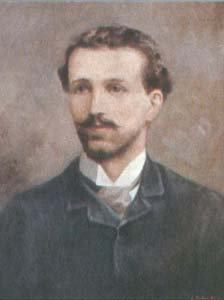
José Asunción Silva.

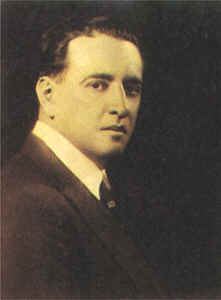
José Eustasio Rivera.

- Littérature colombienne, Littérature colombienne (rubriques)
- Écrivains colombiens
- Œuvres littéraires colombiennes
- Elegías de varones ilustres de Indias (1590c), Maria (1867), Le Bruit des choses qui tombent (2011)

Au début du XIXe siècle, des foyers intellectuels très actifs se développèrent en Colombie. Les journaux se multiplièrent et la pensée révolutionnaire se répandit.
Vers le milieu du XIXe siècle, l'académisme, en revanche, caractérisait les lettres colombiennes. À l'époque romantique, les écrivains désiraient maintenir la pureté de la langue espagnole et se regroupèrent au sein d'importantes revues littéraires, telles que « El Mosaico » .
Au XXe siècle, la littérature colombienne connut un important essor. La figure la plus emblématique de cette période est Gabriel García Márquez, né en 1927 à Aracataca, en Colombie, mort en 2014 à Mexico, au Mexique. Cet écrivain, dans une prose luxuriante, conçoit une œuvre romanesque qui se transforme en une véritable chronique à la fois réaliste, baroque et fantastique de l'Amérique latine : Cent ans de solitude (1967) se déroule dans une bourgade imaginaire de Colombie, Macondo, où les souvenirs et obsessions de son enfance renaissent. La violence, la mort et la solitude sont les thèmes majeurs de ses écrits. Citons également Chronique d'une mort annoncée (1981) et l'Amour aux temps du choléra (1985). Il reçoit le prix Nobel de littérature en 1982. 
Le Groupe de Barranquilla, en Colombie, est un noyau d'écrivains, de philosophes et de journalistes influents au point de vue culturel et littéraire à partir du milieu du XXe siècle. Parmi les membres du Groupe de Barranquilla, nous retrouvons Gabriel García Márquez. Álvaro Mutis, poète et romancier, né en 1923 à Bogota, fréquentait également ce groupe d'intellectuels avant de partir vivre au Mexique.
La poésie est de facture classique avec, entre autres, Rafael Pombo, né à Bogota (1833 - 1912), fabuliste et auteur de poésies romantiques, philosophiques : l'Heure des ténèbres, et satiriques : Contes moraux. Ses fables étaient essentiellement nourries de l'imagination enfantine et des traditions colombiennes.
Au XIXe siècle se développe le genre du costumbrismo, hérité de l'Espagne : des récits, parfois proches du roman, décrivent les coutumes provinciales comme María, le seul roman de l'écrivain et poète Jorge Isaacs, né à Cali, en Colombie (1837 - 1895). 
José Asunción Silva, né à Bogota (1865 - 1896) fut l'un des précurseurs du mouvement moderniste. De sobremesa occupe une place importante dans ses œuvres poétiques. Le mouvement moderniste fut illustré par le poète et homme politique Guillermo Valencia Castillo, né à Popayán, en Colombie (1873 - 1943), ainsi que par l'essayiste, journaliste et linguiste Baldomero Sanín Cano, né à Rionegro, en Colombie (1861 - 1957).
José Eustasio Rivera, né à Neiva, en Colombie (1888 - 1928), publie, lors de l'entre-deux-guerres, son roman le plus achevé, devenu un classique de la littérature colombienne : la Vorágine (1924).
Dans la génération de l'après-modernisme, citons Manuel Mejía Vallejo, né à Jericó, en Colombie (1923 - 1998). Il étudia la peinture et la sculpture, fut journaliste, professeur de littérature, romancier et poète. Ses récits sont caractérisés par la recherche d'un monde de symboles perdus dans la mémoire de la Cordillère des Andes.
Le poète, essayiste et diplomate Jorge Zalamea, né à Bogota (1905 - 1969), fit partie du groupe Los Nuevos qui souhaitait rénover la littérature et la politique colombiennes. Jorge Zalamea écrivit des poèmes à thème politique, et particulièrement sur la tyrannie, dont : la Metamorfosis de su Excelencia (la Métamorphose de Son Excellence) et "El gran Burudún-Burundá ha muerto" (le grand Burudún-Burundá est mort). 
Parmi les écrivains colombiens actuels, citons, entre autres, Santiago Gamboa, journaliste puis écrivain, né en 1965 à Bogota. Ainsi que d'autres jeunes créateurs, il n'a pas voulu d'une authentique rupture avec les générations antérieures. Il en est de même pour Jorge Franco Ramos, romancier, nouvelliste, né à Medellín en 1962, dont la relation avec la tradition littéraire colombienne remonte aux œuvres du « costumbrismo ».

## Artisanat
- Arts appliqués, Arts décoratifs, Arts mineurs, Artisanat d'art, Artisan(s), Trésor humain vivant, Maître d'art
- Artisanats par pays
- Artistes par pays

Les savoir-faire liés à l’artisanat traditionnel relèvent (pour partie) du patrimoine culturel immatériel de l'humanité. On parle désormais de trésor humain vivant.
Mais une grande partie des techniques artisanales ont régressé, ou disparu, dès le début de la colonisation, et plus encore avec la globalisation, sans qu'elles aient été suffisamment recensées et documentées.

## Arts visuels
- Arts visuels, Arts plastiques, Art brut, Art urbain
- Artistes par pays
- Liste d'artistes latino-américains (en)
- Art latino-américain
- Art colombien (en)
- Artistes colombiens
- Artistes contemporains colombiens
- Musées et galeries d'art en Colombie

### Dessin
- Bande dessinée colombienne
- Illustrateurs colombiens
- Graveurs colombiens
- Dibujantes de Colombia
- Diseñadores de Colombia

### Peinture
- Peinture de Colombie (es)
- Peintres colombiens
- Récompenses du Salon National des Artistes de Colombie (es)

Pendant l'époque coloniale, une école de peinture consacrée à l'art religieux naquit en Colombie sous l'influence européenne.
L'un des peintres les plus importants du XIXe siècle fut Ramón Torres Méndez (1809 - 1885), né à Bogota. Il était aussi lithographe. Son œuvre comprend, entre autres, environ 600 portraits et plus de 200 toiles d'art religieux (peinture à l'huile). 
Le XXe siècle vit des artistes remarquables tels que :
- Alejandro Obregón (1920 - 1992), né à Barcelone, en Espagne, et mort à Carthagène des Indes, en Colombie. Il est tout d'abord influencé par le cubisme. Puis il peint, à partir de 1956, la faune, la flore, la côte tropicale. Un an plus tard, il aborde dans ses œuvres la violence politique et sociale. En 1958, il abandonne les structures géométriques et subit l'influence de l'expressionnisme. Pour ses soixante-dix ans, en 1990, une importante rétrospective de ses cinq décennies de peinture est organisée au Musée de Monterrey, au Musée d'art moderne de Mexico et au Musée d'art moderne de Bogota[17].
- Enrique Grau (1920 - 2004), né à Bogota, peintre expressionniste, figuratif, également portraitiste. Enfant, il souhaitait copier Rembrandt et Le Titien. Puis il peint les portraits des membres de sa famille, entre autres. Il fut aussi illustrateur pour le journal El Espectador et professeur dans plusieurs universités. Également sculpteur, il réalisa, à Carthagène des Indes, une sculpture en bronze de saint Pierre Claver (San Pedro Claver), prêtre jésuite et missionnaire auprès des esclaves en Amérique du sud (né à Verdú, Espagne, en 1580, et mort à Carthagène, Colombie, en 1654)[18].
- Omar Rayo (1928 - 2010), né à Roldanillo, en Colombie. Peintre, graveur et caricaturiste, cet artiste était célèbre pour ses figures géométriques. Les labyrinthes qu'ils créaient possédaient une vocation rituelle et magique, celle de tenter de découvrir les secrets de l'Univers, la signification des dessins sur le sable ou la pierre, de percevoir ces lignes pourtant invisibles qui relient une étoile à d'autres étoiles à des millions de kilomètres de distance. Ses toiles aux tracés complexes préfiguraient la trame de l'existence humaine, autrement dit le Destin[19].
- Fernando Botero, né en 1932 à Medellín, est aquarelliste et sculpteur. Il étudie la technique des fresques en Italie où il copie Giotto. Puis, il part vivre au Mexique où les œuvres du peintre mexicain Diego Rivera l'influencent. Il s'installe ensuite à Paris où il réalise ses premières sculptures en exagérant les formes et les volumes de ses sujets pour amplifier leur sensualité dans un but parodique. En Toscane, il revient à la peinture et conçoit de nombreuses scènes de tauromachie. Connu aux États-Unis et en Europe, il est l'un des plus célèbres peintres colombiens. Il vit et travaille actuellement à New York et à Paris[20].

### Sculpture
- Sculpture de Colombie (es)
- Sculpteurs colombiens

### Architecture
- Architecture en Colombie (es)
- Biennale colombienne d'architecture (es)
- Architectes colombiens

### Photographie
- Photographie en Colombie (es)
- Photographes colombiens

## Arts de scène

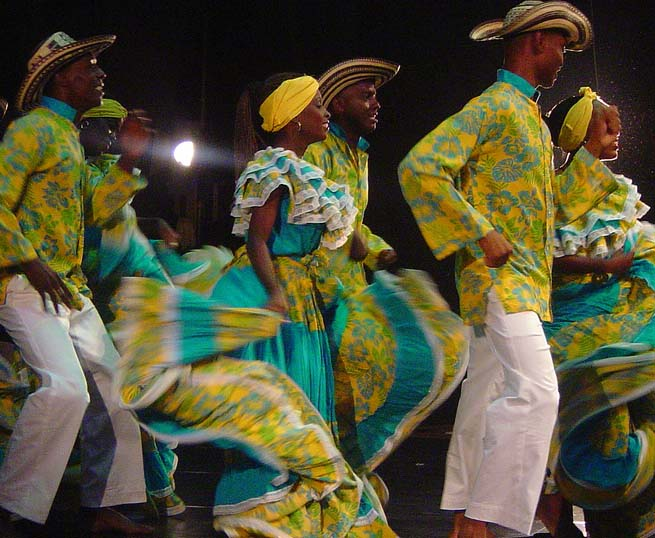
Fête à Palenque de San Basilio.

- Spectacle vivant, Performance, Art sonore
- Arts de performance par pays
- Liste de festivals en Bolivie (en)

### Musique
- Musique amérindienne
- Musique colombienne, Musique colombienne (rubriques)
- Musiciens colombiens

La Colombie, située au carrefour du monde caribéen et du monde andin, reçoit ainsi des influences musicales très variées, influences à la fois indigènes, créoles et provenant d'Afrique noire. La cumbia, le vallenato sont des styles musicaux importants, parmi de nombreux autres, en Colombie. La salsa, d'origine cubaine, a été adoptée en Colombie, au point que Cali est parfois appelée «capitale mondiale de la salsa». Plusieurs chanteurs colombiens s'inspirant d'un ou plusieurs de ces styles musicaux ont connu de grands succès au niveau international, dont Shakira, Juanes, et Yuri Buenaventura.
La musique est présente dans tous les espaces de la vie quotidienne : dans les maisons, dans les rues et même dans l’autobus. Différents festivals musicaux ont lieu en Colombie, dont le Festival du folklore à Ibagué.

### Danse
- Danse en Colombie, Danse en Colombie (rubriques)
- Danseurs colombiens, Danseuses colombiennes

### Théâtre
- Théâtre colombien
- Dramaturges colombiens
- Metteurs en scène colombiens
- Salles de théâtre en Colombie

### Cinéma
- Cinéma colombien (rubriques)
- Films colombiens
- Acteurs colombiens, Actrices colombiennes
- Scénaristes colombiens
- Réalisateurs colombiens, Réalisatrices colombiennes

Les films colombiens sont encore peu reconnus au niveau international, mais dans ce pays le cinéma a une histoire intéressante, grâce aux efforts et au dévouement de producteurs et d’artistes des plus passionnés.
L’histoire du cinéma colombien a été enrichie par une foule d’aventures cinématographiques liées de près à la culture colombienne et élaborées grâce à l’expertise de certains des plus grands professionnels et spécialistes du cinéma. Des auteurs de réputation nationale et internationale ont concrétisé dans des scénarios ces secrets et mystères qui entourent les différentes cultures et les coutumes de la Colombie.

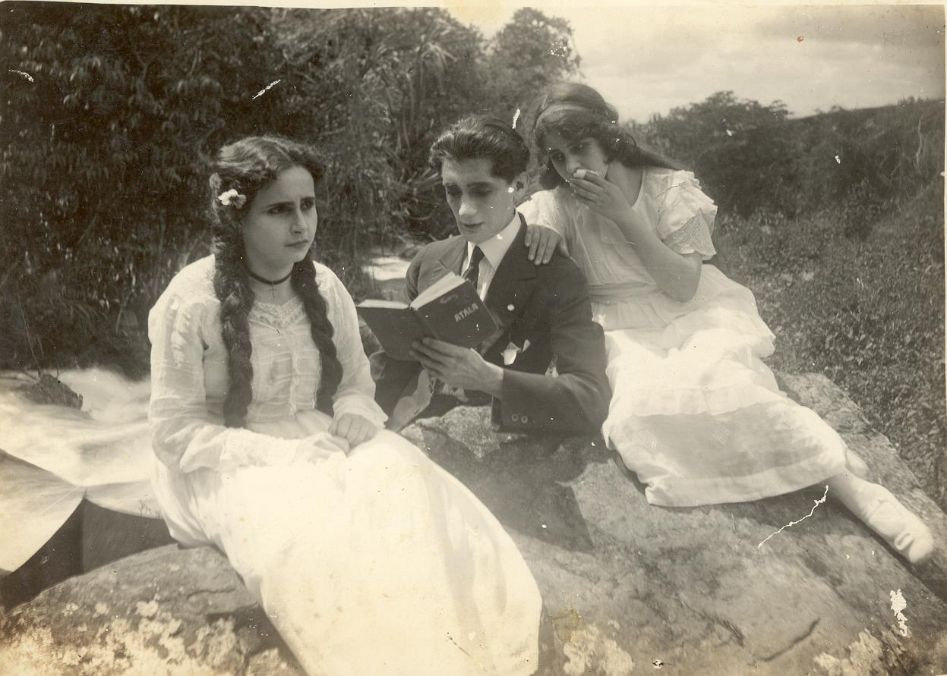
María (1922)

Le premier film colombien, María (1922), réalisé par Máximo Calvo Olmedo et Alfredo del Diestro, est la première adaptation au grand écran de l'ouvrage romantique et dramatique de Jorge Isaacs, María, roman présentant l’histoire d’amour d’Efrain et de María dans une villa de campagne, le paradis, dans le département du Valle del Cauca.
De 1922 jusqu'à aujourd’hui, le cinéma colombien s'est spécialisé en tant que reflet de la culture réelle de ce pays. La pluralité culturelle était très représentative dans les débuts du cinéma colombien, tandis qu'au fil du temps la réalité a changé et des sujets comme la violence et le trafic de drogues ont marqué d'importantes histoires du cinéma colombien. La pluralité culturelle qui était représentée dans le cinéma colombien tend donc à disparaître pour laisser place à des thèmes plus généraux et commerciaux. 
Toutefois, non seulement les aspects négatifs et tristes de la Colombie ont été concrétisés à l’écran, mais, en outre, les comédies qui illustrent les maladresses et les bouffonneries de la vie quotidienne et familiale colombienne ont reçu un grand accueil à travers le pays.

#### Cinéma à Bogota
Bogota, capitale de la Colombie, regroupe des réalisateurs et des producteurs qui ont grandement contribué au cinéma national avec des productions excellentes, dont La gente de la universal (1994) de Felipe Aljure ou des films du directeur très reconnu Sergio Cabrera, dont La estrategia del caracol (1993), Águilas no casan moscas (1995), Ilona llega con la lluvia (1996) et Golpe de estadio (1998). En 2002, sortent en salle Como el gato y el ratón de Rodrigo Triana et Te busco de Ricardo Choral.

#### Cinéma du département d'Antioquia
Dans le département d’Antioquia, ont été produits certains des premiers films colombiens : Bajo el cielo antioqueño d’Arturo Acevedo Vallarino, Madre de Samuel Velásquez et Nido de cóndores d’Alfonso Mejía. Ce sont des films dans lesquels a été apprécié le régionalisme typique d’Antioquia. Les lignes directrices du cinéma de cette région ont été le réalisme et le « costumbrisme », c’est-à-dire les coutumes du département d’Antioquia. 
Les éléments caractéristiques qui ont donné forme au cinéma typique d’Antioquia sont la fierté régionale, la passion de l'argent, la vision réaliste de la vie et, comme dans le reste du pays, la violence, traditionnellement politique et économique, mais qui, vers les années 1980, a intégré des éléments particuliers : le gangstérisme, le trafic de drogues et les milices.
Víctor Gaviria, écrivain et admirateur du Nouveau Cinéma Allemand, est un des réalisateurs les plus reconnus d'Antioquia. Los músicos (1986) est un court métrage dont les thèmes présupposés sont l’amitié et la vie de quartier, mais qui s’est tôt révélé illustrer d’abord le côté obscur des idéaux d’Antioquia (l'argent, l'affaire, la recherche informelle de l’argent). 
Rodrigo D, no futuro (1989) est une autre production de Víctor Gaviria, qui a prétendu étudier sur la vie des jeunes qui ont été victimes et les acteurs de la violence: tueurs à gages, miliciens et punks qui étaient sans emploi. Le film a été réalisé avec des personnages réels et à travers un style absolument réaliste, presque documentaire.
En 1996, de nouveau avec des personnages réels, Gaviria a réalisé La Petite Marchande de roses, film basé sur l’histoire de Hans Christian Andersen, La Petite Fille aux allumettes. Cette histoire a permis de nouveau à Gaviria d’illustrer le monde nocturne et pénible de Medellín, capitale du département d’Antioquia. Il a obtenu des prix dans plusieurs festivals. 
En 2004, Gaviria présente Sumas y restas, dont le thème principal est le notoire trafic de drogues colombien.

#### Cinéma du département du Valle del Cauca
Les images du Valle del Cauca font partie depuis toujours de l'iconographie nationale. En 1922, del Diestro et Calvo ont réalisé María et, en 1926, Camilo Cantinazzi a dirigé Tuya es la culpa et Suerte y azar.
Beaucoup de directeurs des médias visuels ont apporté leur regard sur le territoire du Valle del Cauca : Lisandro Duque Naranjo a réalisé Visa USA et Milagro en Roma; Francisco Norden est auteur de Cóndores no entierran todos los días, un des films les plus intéressants qui a été réalisé sur la violence sévissant dans les années 1950; et Carlos Mayolo, un cinéaste ayant réalisé, dans ses débuts, une œuvre inspirée tant par le cinéma morbide (suspense, histoires gothiques) que par un souci d’illustrer les inégalités sociales.

#### Festivals de cinéma

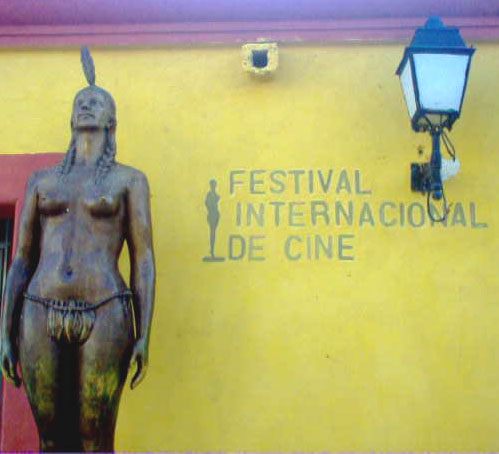
Bureaux du Festival international du film de Carthagène, dans le centre historique de la ville.

Le cinéma prend une place de plus en plus importante en Colombie. Pour preuve, plusieurs festivals du cinéma de niveau national et international ont fait leur apparition. Les deux plus importants sont :
- le Festival international du film de Carthagène, fondé en 1960, qui décerne la Catalina de Oro ;
- le Festival du film de Bogota, depuis 1984, qui attribue le Círculo Precolombino de Oro.

En plus de ces deux festivals internationaux, de nombreux festivals, qui récompensent les réalisateurs locaux et promeuvent l'accès d'un large public au cinéma, ont lieu toute l'année en Colombie, dont voici quelques-uns parmi les plus notables :
- Eurociné (depuis 1995) ;
- le Festival du cinéma et de la vidéo de Santa Fe de Antioquia (depuis 2000) ;
- le Festival du cinéma colombien Feria de las Flores (depuis 2000) ;
- le Festival du cinéma français (depuis 2001).

### Autres scènes: marionnettes, mime, pantomime, prestidigitation
Les arts mineurs de scène, arts de la rue, arts forains, cirque, théâtre de rue, spectacles de rue, arts pluridisciplinaires, performances manquent encore de documentation pour le pays …
Pour le domaine de la marionnette, on relève : Arts de la marionnette en Colombie sur le site de l'Union internationale de la marionnette et Maison des marionnettes (Santiago de Cali) (es).
- Carnaval en Colombie (es)

### Autres
- Vidéo, Jeux vidéo, Art numérique, Art interactif
- Culture alternative, Culture underground

## Tauromachie

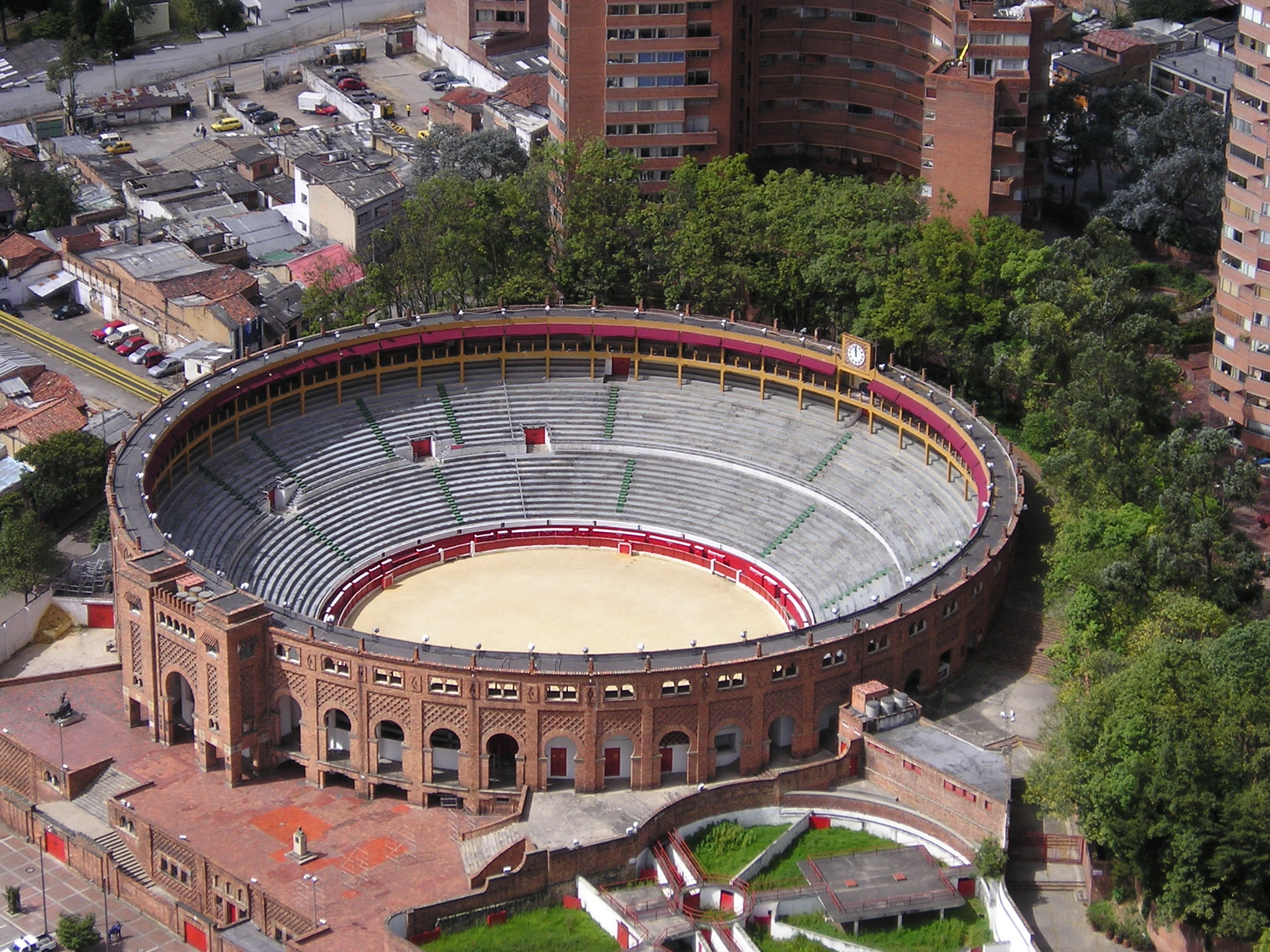
Arènes de Santamaría, à Bogota, Colombie.

Les corridas, qui sont une forme de course de taureaux consistant en un combat avec le matador à l'issue duquel le taureau est mis à mort, sont beaucoup pratiquées en Colombie. L'importance de ces spectacles tauromachiques y est telle que les maires n'ont plus le pouvoir de les interdire, sauf si l'arène présente un danger (construction peu solide). Les spectacles taurins sont aujourd'hui considérés en Colombie comme « patrimoine intangible »,.
Les matadors les plus célèbres dans ce pays comme en Europe sont César Rincón, Pepe Cáceres, Luis Bolívar, la vedette étant sans conteste Rincón qui a su réveiller une Europe endormie en affrontant des taureaux durs dont il a réussi à tirer de splendides faenas, alors que les matadors européens « expédiaient » souvent ce genre d'animal le plus rapidement possible. Il a entraîné derrière lui une génération de toreros courageux comme Enrique Ponce.
En juillet 2010, le journal El Mundo América signalait que « la Cour constitutionnelle [de Colombie] analysait une demande contre une règle excluant plusieurs spectacles taurins de la liste des traitements cruels à l'égard des animaux » (« La Corte Constitucional analiza una demanda contra una norma que excluye varios espectáculos taurinos de la lista de tratos crueles contra los animales »). La Cour a finalement repoussé cette remise en cause de la constitutionnalité de l'article 7 de la loi de 1989, qui crée une exception en faveur de la corrida, dans le dispositif de protection des animaux contre la maltraitance. La décision de la Cour s'accompagne cependant de cinq restrictions à son application,,. Le vice-président de la Cour constitutionnelle, Juan Carlos Henao, a admis que l'objectif était d'envoyer un message à la société pour qu'elle s'efforce d'éliminer la célébration de ce genre d'évènements, tout en reconnaissant « que le principe de diversité culturelle prévaut et oblige à maintenir une exception établie dans la loi ».

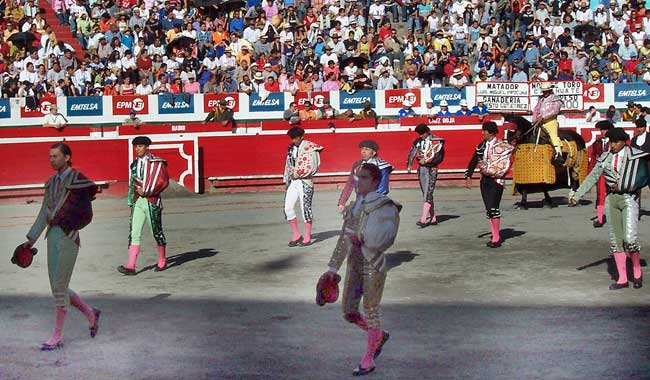
Feria de Manizales : le paseo

D'autres évènements propres à la culture taurine de la Colombie ont lieu sur tout le territoire. Il s'agit des coleados qui sont une forme de rodéo avec compétition entre cavalier et taureau, sans mise à mort. Les coleados des Llanos orientaux sont particulièrement spectaculaires. Les corralejas sont aussi une variation de la culture taurine, plus populaires, moins coûteuses que les corridas, mais aussi plus dangereuses pour les participants . C'est une fête qui peut durer trois ou quatre jours avec une quarantaine de taureaux lâchés dans l'après-midi. Les corralejas semblent s'être développées aux alentours de 1850, selon les récits de Luis Striffler qui parcourut la région en tant que membre d'une commission scientifique, elle continuent à constituer une fête en particulier dans les régions côtières. 
La tauromachie a été célébrée par le peintre colombien Fernando Botero, notamment dans un ensemble monographique sur la corrida : La Corrida (The Bullfight painting), peint au début des années 1980 et présenté à New York à la galerie Marlborough dans le cadre d'une exposition faisant le tour du sujet. Un des plus grands tableaux de cette série est l'huile sur toile intitulée La Mort de Luis Chalmeta (175 × 121,9 cm).

## Fêtes et foires

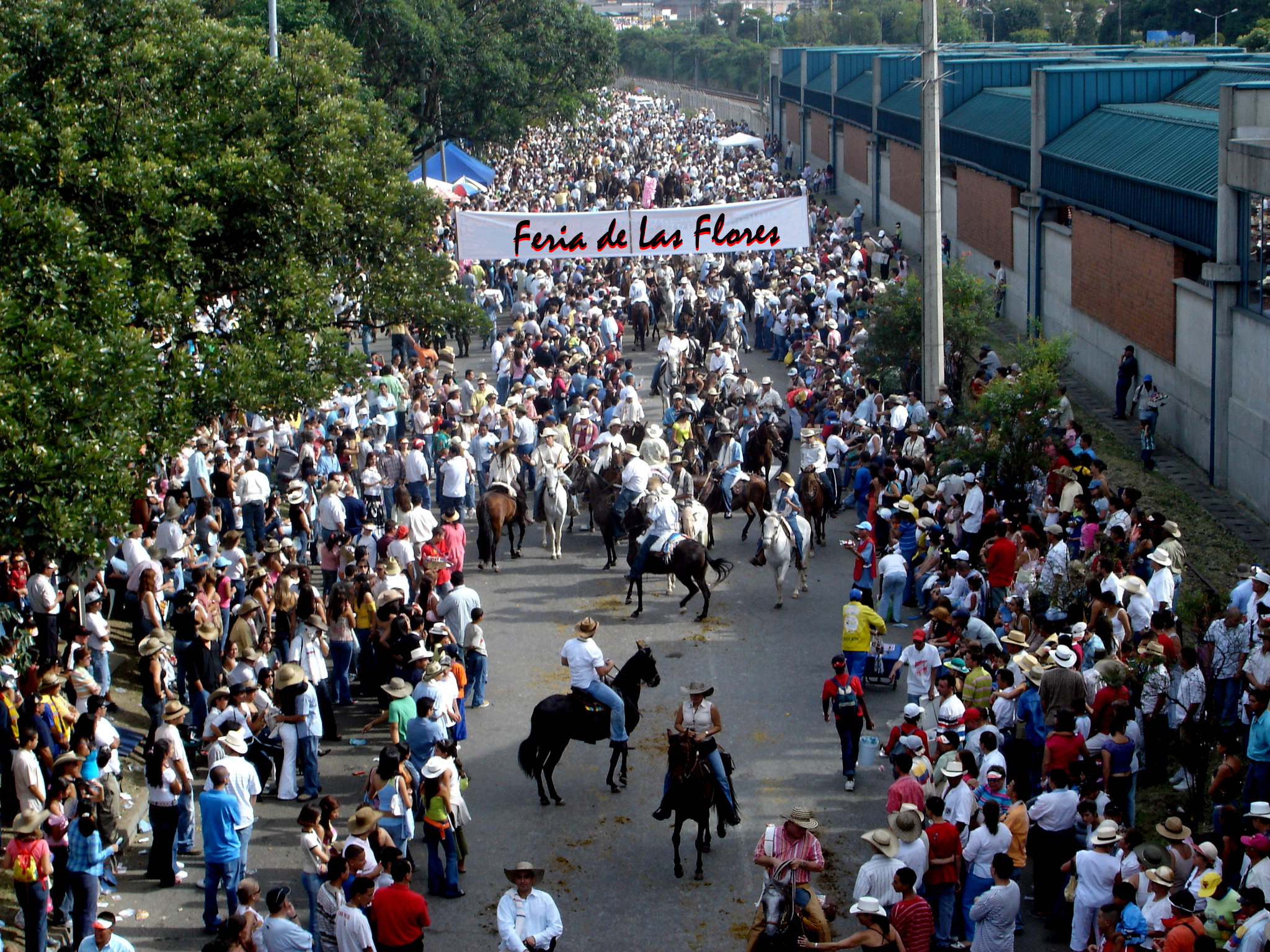
Fête des fleurs à Medellín.

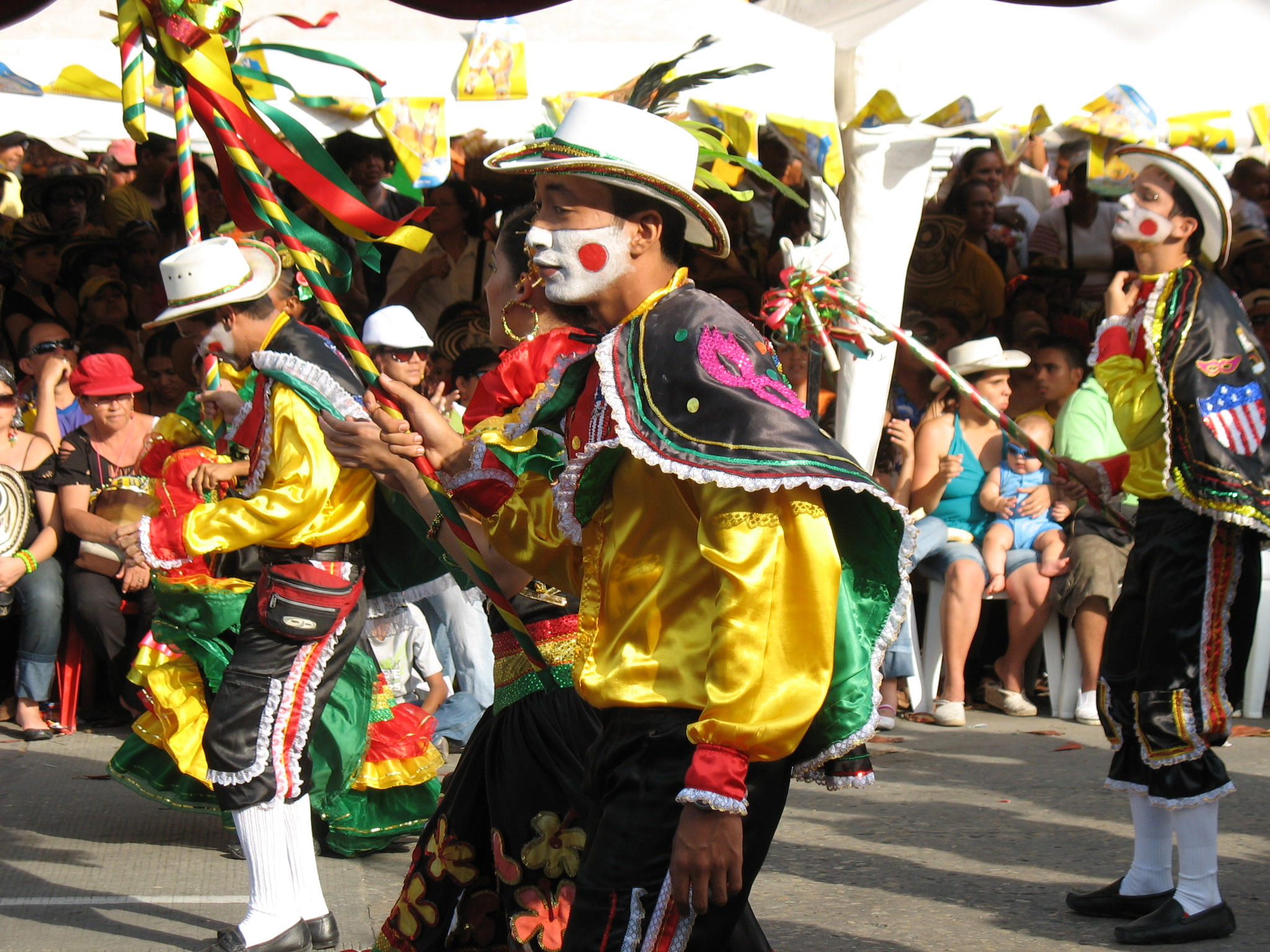
Carnaval de Barranquilla

Les fêtes, foires et carnavals sont nombreux en Colombie où l'on aime beaucoup faire la fête. Parmi les plus importants, on peut citer le carnaval de Carthagène des Indes pour la Chandeleur, le carnaval des fleurs à Medellín. La fête des fleurs à Medellín est aussi une des plus grandes foires internationales du cheval.

« Dans tout le pays depuis l'époque de la colonisation espagnole, il y a des festivités à longueur d'années, liées aux labeurs spécifiques du maniement du bétail. »

Le carnaval de Barranquilla rend hommage au taureau par le biais de masques et de totems. Les masques de taureaux, faits en bois avec de vraies cornes, sont un des emblèmes de la fête avec les masques de Caïmans. Les carnavals sont accompagnés en musique par des porros (bandas), fanfares de cuivre dont les compositions musicales sont essentiellement tournées vers le rythme et la danse.
Parmi les fêtes importantes, citons la foire de Cali fin décembre, le carnaval Blancos y Negros à Pasto (Nariño) qui est inscrit au Patrimoine culturel immatériel de l'humanité par l’UNESCO. L'origine de ce carnaval reste obscure. On trouve  des hypothèses qui la font remonter à une journée de repos donnée aux esclaves noirs, puis à la journée des blancs pour commémorer une anecdote retraçant une farce dont l'origine reste obscure.

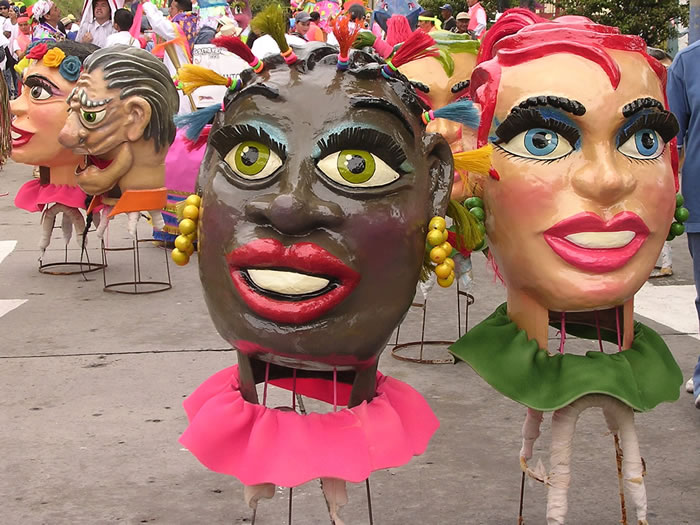
Carnaval des Noirs et Blancs

## Titres culturels

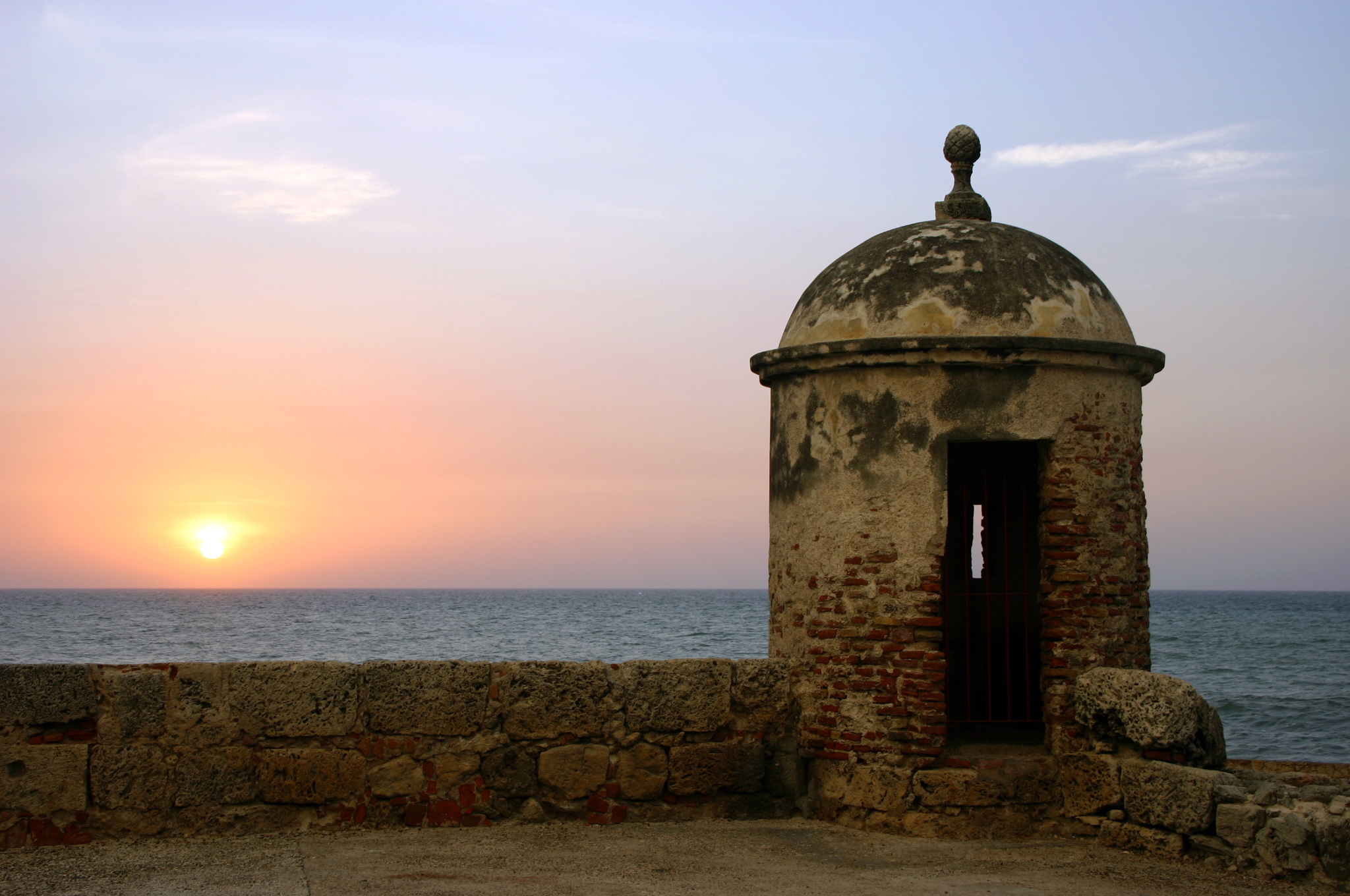
Port, forteresses et ensemble monumental de Carthagène des Indes.

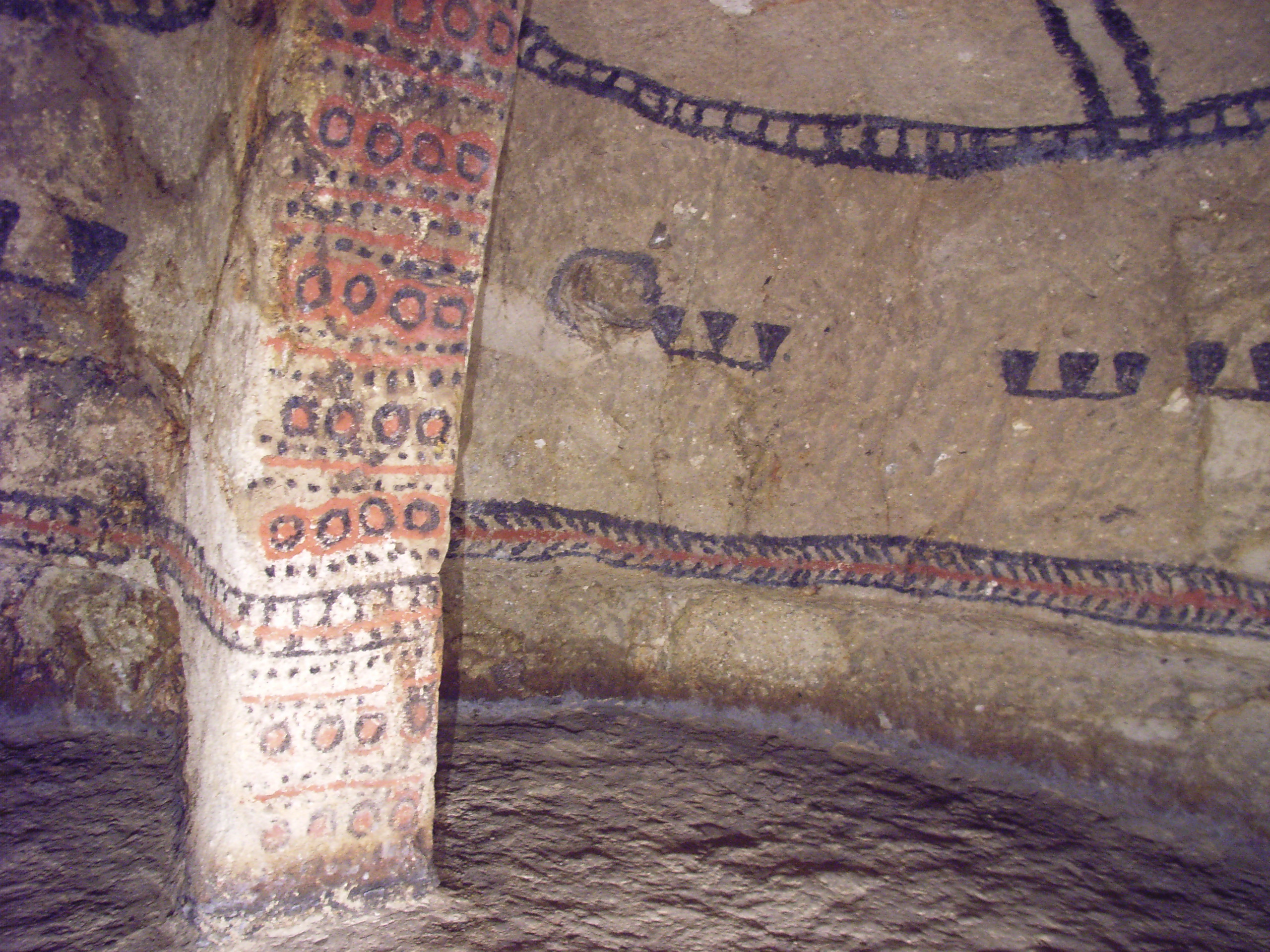
Parc archéologique national de Tierradentro.

Des titres culturels ont été décernés aux villes et sites de Colombie suivants :
- 1984 : Port, forteresse et ensemble monumental de Carthagène des Indes : inscription sur la liste du patrimoine mondial de l'UNESCO[43].
- 1991 : Le titre de "Capitale culturelle" a été décerné à Bogota par l'Union des Capitales culturelles ibéro-américaines (UCCI)[44].
- 1994 : Parc national naturel Los Katíos : inscription sur la liste du patrimoine mondial de l'UNESCO[43].
- 1995 : Centre historique de Santa Cruz de Mompox : inscription sur la liste du patrimoine mondial de l'UNESCO[43].
- 1995 : Parc archéologique de San Agustín (Huila) : inscription sur la liste du patrimoine mondial de l'UNESCO[43].
- 1995 : Parc archéologique national de Tierradentro : inscription sur la liste du patrimoine mondial de l'UNESCO[43].
- 2001 : Le titre de "Capitale de la Culture des Amériques" a été décerné à Pereira par l'Organisation non gouvernementale internationale Capitale de la Culture des Amériques[45].
- 2006 : Sanctuaire de faune et de flore de l'Île de Malpelo : inscription sur la liste du patrimoine mondial de l'UNESCO[43].
- 2006 : Le Lion d'or de la "meilleure Ville" a été décerné à Bogota lors de la dixième Exposition internationale d'architecture de Venise (Biennale d'architecture de Venise) en reconnaissance de ses efforts en faveur de l'éducation, entre autres[46].
- 2007 : L'UCCI a honoré pour la deuxième fois Bogota du titre de Capitale culturelle[44].
- 2008 : Carnaval de Barranquilla : inscription sur la liste du patrimoine immatériel de l'humanité de l'UNESCO[47].
- 2011 : Paysage culturel du café de la Colombie : inscription sur la liste du patrimoine mondial de l'UNESCO[43].
- 2012 : L'UNESCO a décerné à Bogota le titre de "Cité de la Musique"[48].

## Tourisme
- Tourisme en Colombie
- Carnaval en Colombie (en)
- Liste de festivals en Colombie (en)
- Attractions touristiques en Colombie
- Conseils aux voyageurs pour la Colombie
  - France Diplomatie.gouv.fr
  - Canada international.gc.ca
  - CG Suisse eda.admin.ch
  - USA US travel.state.gov

## Patrimoine

### Liste du Patrimoine mondial
Sites inscrits au programme du Patrimoine mondial de l'UNESCO (au 12 janvier 2016).
- Sites archéologiques en Colombie, Civilisations précolombiennes en Colombie, Musée de l'or

### Liste représentative du patrimoine culturel immatériel de l’humanité
Le programme Patrimoine culturel immatériel (UNESCO, 2003) a inscrit dans sa liste représentative du patrimoine culturel immatériel de l’humanité (au 15/01/2016) :
- 2008 : Le Carnaval de Barranquilla[49],
- 2008 : L’espace culturel de Palenque de San Basilio[50],
- 2009 : Les processions de la Semaine sainte à Popayán[51],
- 2009 : Le Carnaval des Noirs et Blancs[52],
- 2010 : Le système normatif Wayuu, appliqué par le Pütchipü’üi (palabrero)[53],
- 2011 : Le savoir traditionnel des chamanes jaguars de Yuruparí[54],
- 2012 : Le festival de Saint François d’Assise, Quibdó[55],
- 2015 : Les musiques de marimba, les chants et les danses traditionnels de la région du Pacifique Sud colombien et de la province d'Esmeraldas d'Équateur[56],
- 2015 : La musique traditionnelle vallenato de la région du Magdalena Grande[57].

### Registre international Mémoire du monde
Le programme Mémoire du monde (UNESCO, 1992) a inscrit dans son registre international Mémoire du monde (au 15/01/2016) :
- 2005 : Archives Negros y Esclavos[58],
- 2007 : Échantillon de la richesse documentaire de la musique coloniale d’Amérique[59].